# Chipewyan 201C
Chipewyan 201C är ett reservat i Kanada.   Det ligger i provinsen Alberta, i den centrala delen av landet, 2 800 km nordväst om huvudstaden Ottawa. Chipewyan 201C ligger vid sjön Frezie Lake.
I omgivningarna runt Chipewyan 201C växer i huvudsak barrskog. Trakten runt Chipewyan 201C är nära nog obefolkad, med mindre än två invånare per kvadratkilometer.